# Porcelán

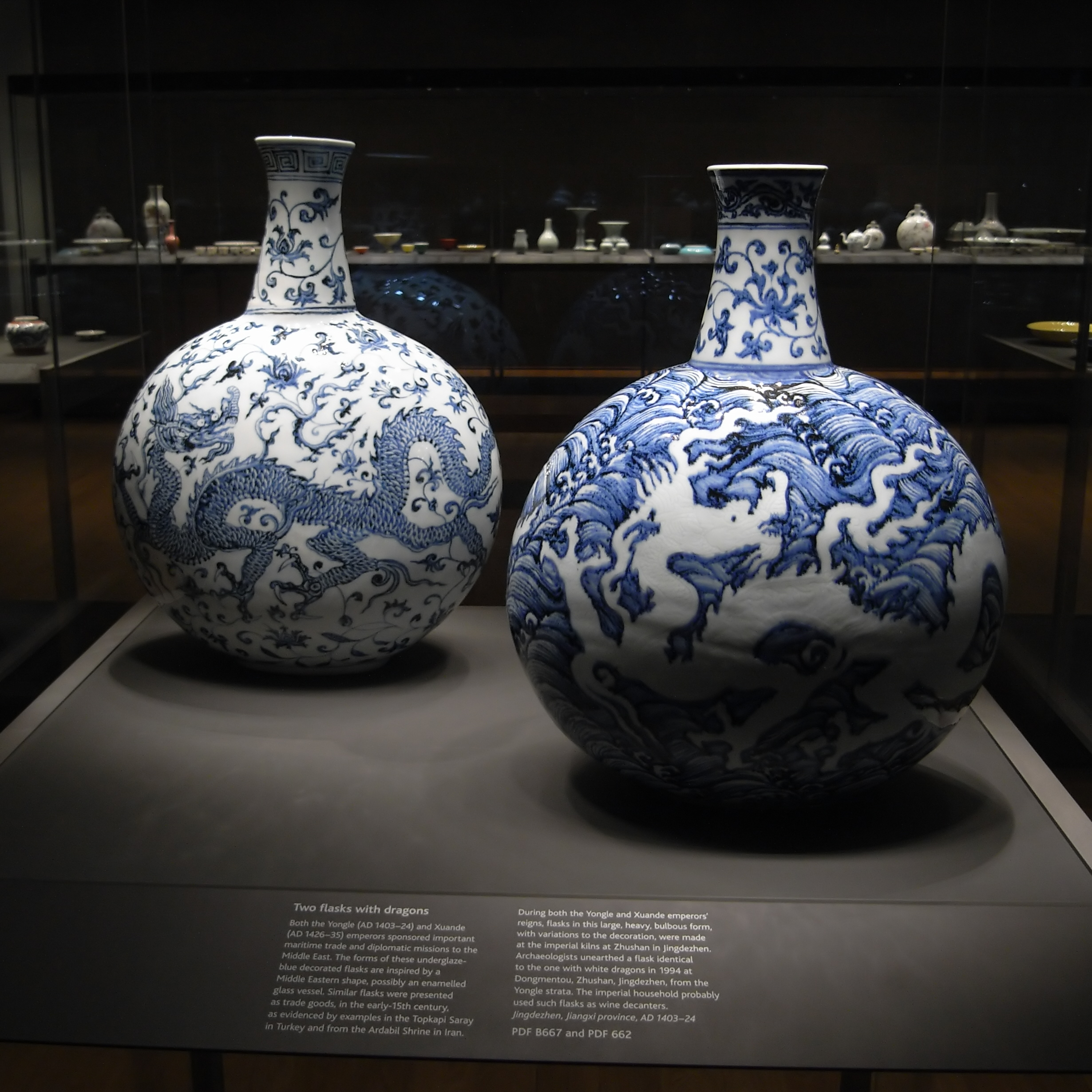
15. századi kínai porcelánvázák

A porcelán a kerámiaipar legnemesebb anyaga. Magas tűzön, mázasan 1200 °C és 1400 °C között tömörre kiégetett, kagylós törésű kerámia. Legfőbb tulajdonságai a keménység, áttetszőség és fehérség, amelyek kiemelik a többi kerámiaipari termék közül. Keménységét és további fizikai tulajdonságait leginkább a mullitnak köszönheti; ez az ásvány tipikusan 1100 °C fölött keletkezik a porcelán egyik fő alapanyagából, a kaolinból.
A porcelánt Kína Honan tartományában találták föl a Tang-dinasztia (618–907) idején, majd igazán népszerűvé a 14. századtól a Császári Porcelánkészítő Manufaktúra tette. A kínai udvar számára készített pikkelyszerű, narancshéj-hatást nyújtó mázas darabok a 15. században jelentek meg. Az első kínai porcelántárgyakat a középkori keresztes lovagok hozták el Európába, ahol azokat szépségük és különlegességük hamarosan rendkívül népszerűvé tette. Az igazi kínai porcelán mindmáig luxuscikk.

## Nevének eredete

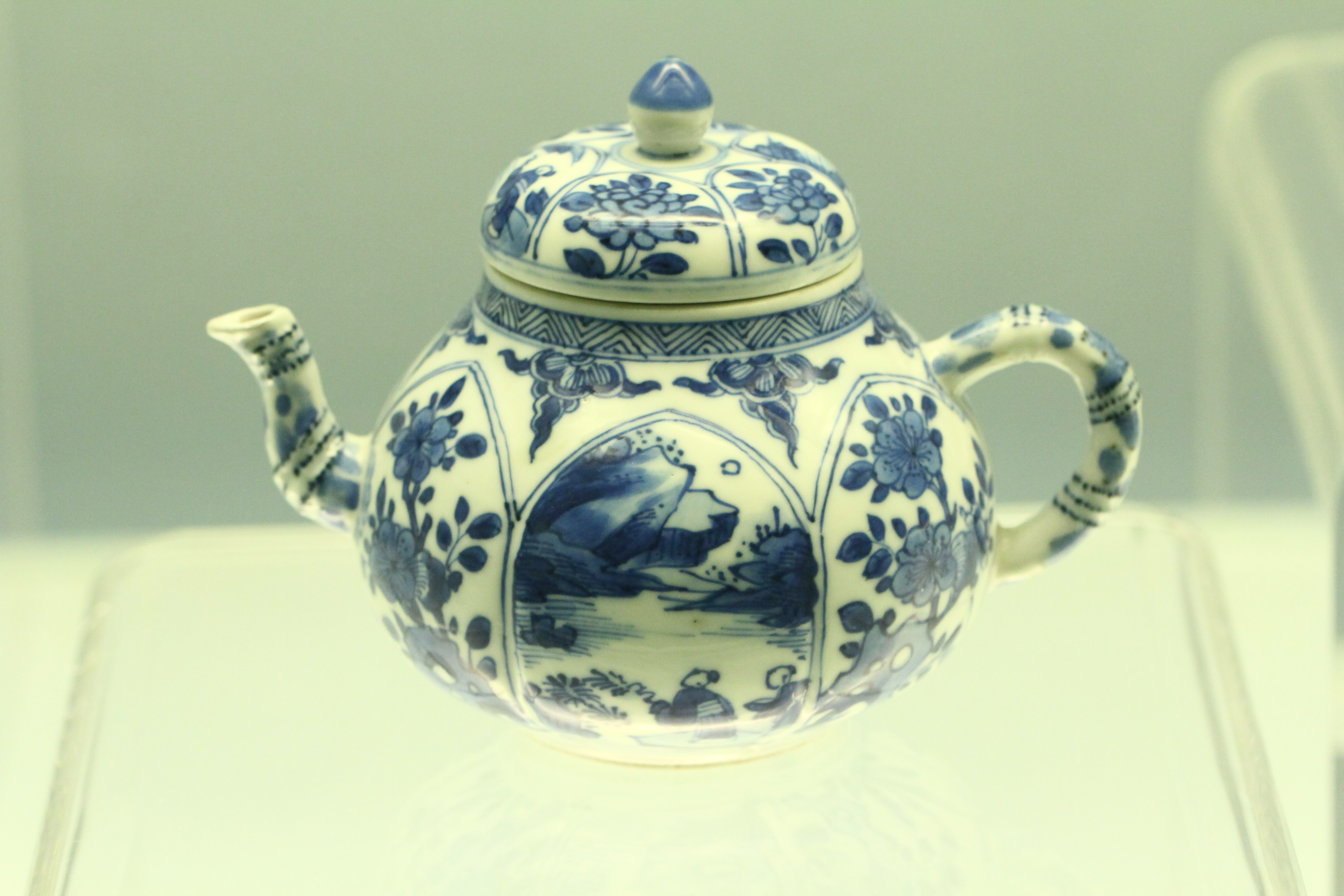
Kék-fehér kínai porcelán (kínaiul: csinghua) – középkori tájképpel díszített teáskanna

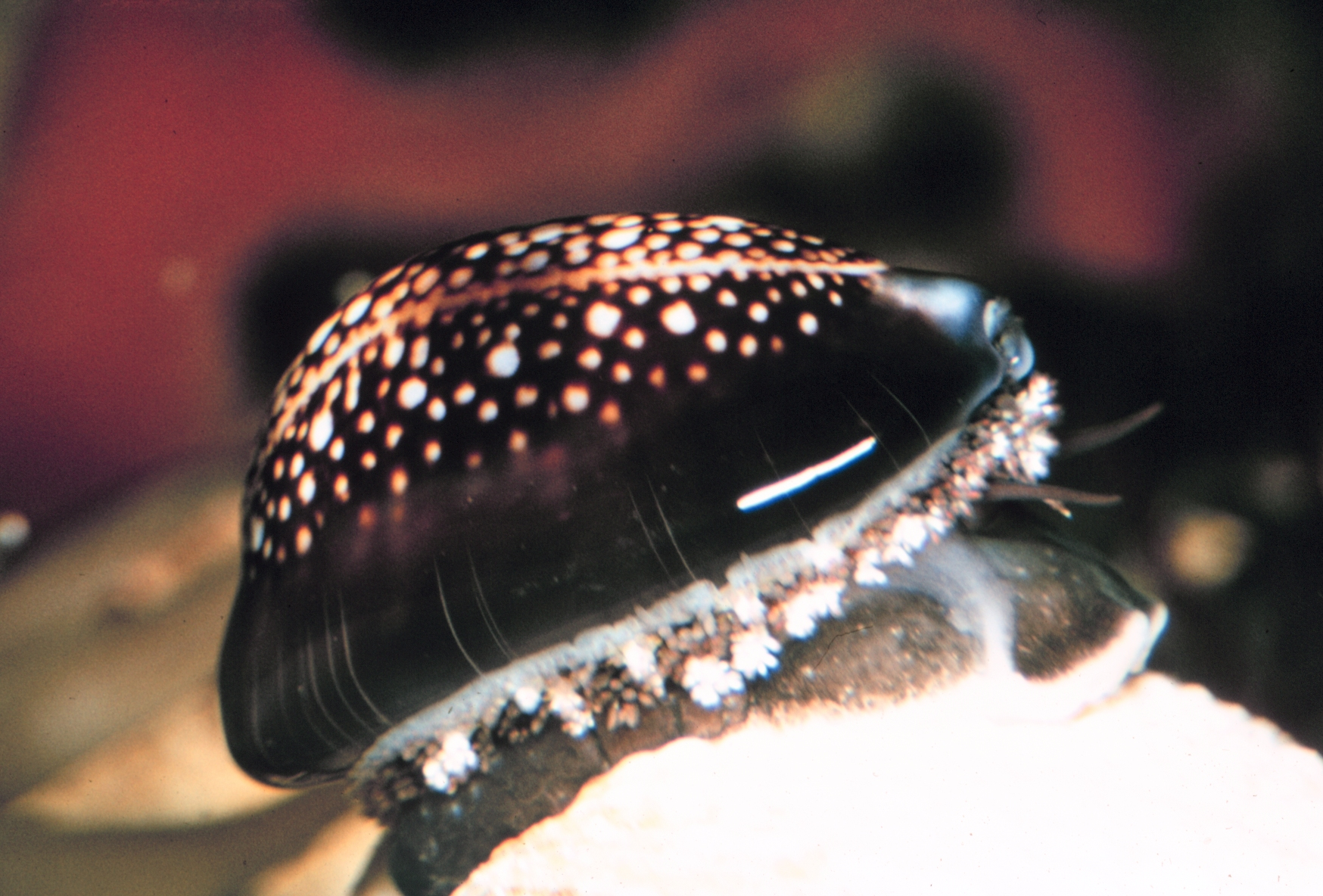
Kaurikagyló

A porcelán ma is elterjedt neve az olasz/latin porcella (fiatal emse = nőstény sertés) szóból származik. Az európai porcelángyártás előtt ugyanis azt hitték, hogy a porcelán tojáshéjból, kaurikagylóból, halpikkelyből és halenyvből készül, a kaurikagyló pedig a disznó hátához hasonló színű és alakú.

## Összetétele
A porcelán legfőbb alapanyaga a kaolin, melynek legtöbb tulajdonságát köszönheti. A kaolin önmagában csak igen magas hőmérsékleten égethető tömörré, ezért olvasztó hatású anyagokat, földpátokat, meszet adagolhatnak a porcelánmasszákhoz, csökkentve azok tömörödési hőmérsékletét. Az így kapott massza viszont még nem eléggé plasztikus, nem eléggé formázható, a hozzáadott olvasztó hatású anyagok csökkentik a kaolin amúgy sem kiugró plasztikusságát. A harmadik fő komponens a finomra őrölt kvarc, mely a porcelánok áttetszőségéért felelős, szintén csökkenti a massza alakíthatóságát, azonban növeli mázazhatóságát.
A plasztikusság leírására két jelzőt használnak:
- az adott kerámiamassza kövér, ha könnyen alakítható, tapintásra zsíros, plasztikussága igen nagy
- az adott kerámiamassza sovány, ha nehezebben alakítható, repedezik, tapintásra könnyen elválik a kéztől

A legtöbb porcelánmassza sovány massza, ennek megfelelően nehezen alakítható, nem eléggé plasztikus, könnyen nedvesedik, azaz kevés víz hatására rengeteget változik az alakíthatósága. A plasztikusság növelésére a masszákhoz 2-3% bentonitot adagolnak a késztermék színének rovására, mivel a bentonitok legtöbbször vasszennyezést tartalmaznak.

## Készítése

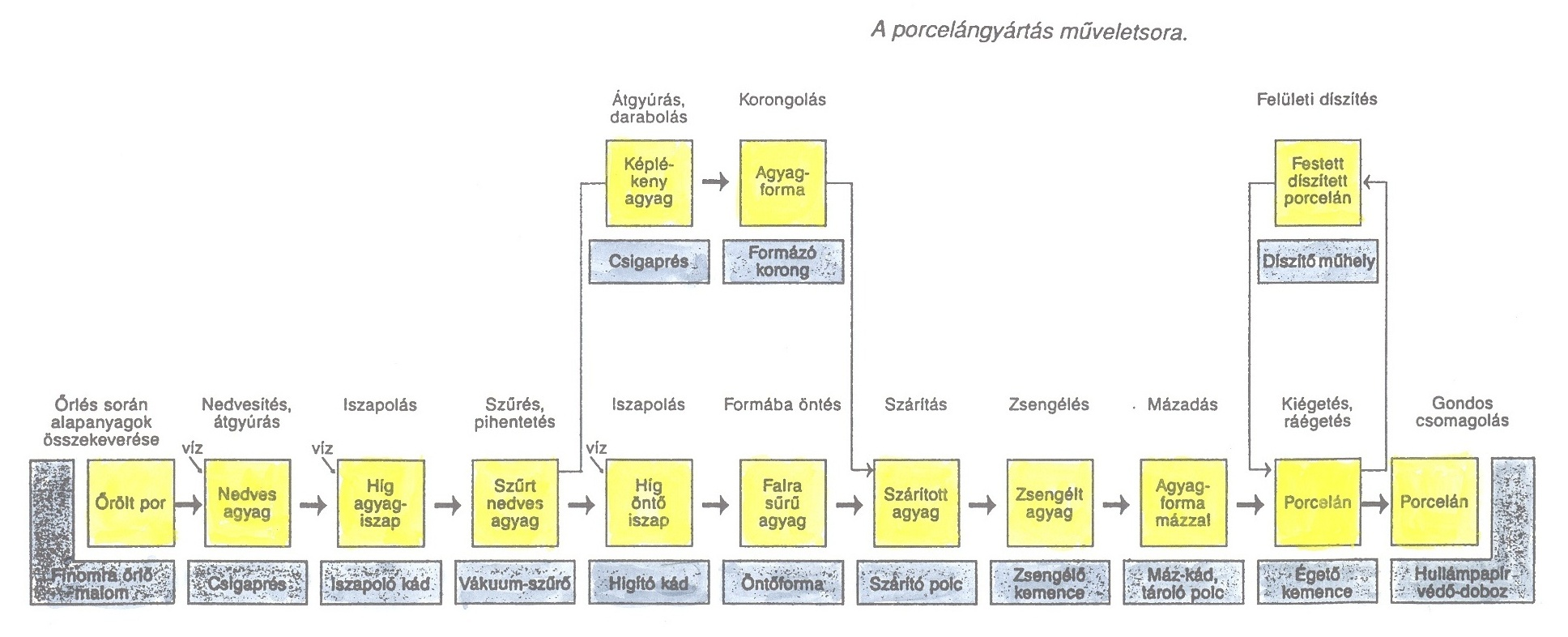
A porcelángyártás műveletsora a Hollóházi Porcelángyárban

A nagyüzemi porcelángyártás a háziiparoknál megismert fazekasság tömeggyártást végző és finomabb minőségű kerámiát adó változata, első művelete az őrlés. Műveleti eszköze a golyósmalom, egy acél tartály, amely vízszintesen elhelyezkedő tengelyen forog. Az egyik őrlő felület a henger belső köpenye, a másik a hengerbe helyezett kerámiagolyók felszíne; ez utóbbiak az őrleményben szétoszló őrlő felületek. Az őrleményhez vizet is adagolnak, egyúttal az adalékanyagokat is ennél a műveletnél juttatják be, és keverik el. A második műveletben a megőrölt alapanyagot szűrősajtolón besűrítik és átgyúrják. Ezt a műveletet csigaprésen végzik, ezután pihentetik a masszát. A harmadik műveletben az átgyúrt masszát ismét iszapolják, melyet a negyedik műveletben ismételten besűrítik vákuumprésen. Ez a gép úgy sűríti be a masszaiszapot, hogy az egy vászonzsák felületén tapadjon meg. A zsák belseje vákuumszivattyúhoz csatlakozik, amely akkor, amikor a zsák a folyadékba merül, szívást végez. Amikor a zsák (amely egy forgó tengelyre van rögzítve) a folyadékból kiemelkedik, a belső szelepek nyomást kapcsolnak a zsákra, amelyről így a föltapadt anyag leválik.

### Kétféle formázási művelet: korongozás és öntés
Az így előkészített massza kétféle formázási műveletre kerülhet: korongozásra és öntésre. Az öntés műveletsorában, az ötödik műveletben, a masszát ismét iszapolják. Adalékanyagokat, folyósító anyagokat kevernek hozzá, elősegítve az egyenletes szuszpenzió kialakulását. A hatodik műveletben a hígan folyós masszát gipszből készült, nedvszívó falú formába öntik. A nedvesség a falhoz közeli rétegekből a gipszformába szívódik. A fal közelében ezért a pép vizet vesztve megszilárdul. Ha a lerakódott iszapréteg elérte a kívánt falvastagságot, a maradék iszapot kiöntik, a formát szikkasztják, majd szétnyitják, és az öntött tárgyat kiveszik belőle. Az egyszerűen öntött tárgyak esetében a gipszforma éles vonalai a kiöntés után a belső felszínen tompulnak, az aprólékos gipszbe faragott dekorok belül nem jelennek meg.
Ezzel szemben a bekorongozás vagy rákorongozás során a gipszforma csak a tárgy belső vagy külső felületét határozza meg, míg a másikat egy a kívánt sziluett alapján kivágott bekorongoló késsel adják meg. A kellő falvastagságra szikkadás után kiöntik a felesleges iszapot majd a pontos tengely körül forgatva ráengedik a kést ami egy minimális mennyiséget szed le a szikkadt porcelánból így adva éles vonalakat a másik felszínnek is.
A két fal közé öntés során (mely lehet üreges vagy tömör) olyan gipszformát készítenek, amely a tárgy teljes felületét körbeveszi. Az itt az iszap kiöntésére használt nyílások az utómunka során feltűnés nélkül saját anyagával befoltozhatóak. Fontos, hogy üreges tárgyak esetében egy minimum tűszúrásnyi lyukat ekkor is kell hagyni, különben a tárgy az égetéskor felrobban.
A hetedik művelet a szárítás, az elkészült porcelántárgyakat polcokra helyezik, és szobahőmérsékleten tárolják. Ezt a lassú vízvesztési szakaszt az első kiégetési művelet követi nyolcadik műveletként, ez a zsengélés, amely alatt már az alagútkemencében vízvesztés és átkristályosodás történik. Átkristályosodáskor a porcelántest térfogata is csökken, néhány százaléknyit összezsugorodik (hőmérséklete max. 900 °C). A kilencedik művelet a mázadás. A zsengélt testeket fokozatosan szobahőmérsékletre hűtik, egyenként folyékony mázat tartalmazó kádba merítik, majd visszahelyezve a polcra rövid ideig szárítják. A tömegárut képező porcelántárgyak számára a végső kiégetés következik akkor, ha további díszítést már nem raknak rájuk. Tizedik művelet a mázas égetés. Az alagútkemencében ilyenkor már 1200 °C-ig emelik a hőmérsékletet. Most is fokozatosan melegszik föl az égetés hőmérsékletére a kocsikon betolt porcelán áru. Ugyancsak fokozatosan hűl le a legforróbb kemenceszakaszból kifelé haladva. A díszítésre kerülő tárgyakat ezután festik ki, vagy ekkor helyeznek el díszítő matricákat a már készre égetett tárgyak felületén. A tizenegyedik művelet tehát a felületdíszítés. Ezt megint rá kell égetni a porcelántestek felületére, ezért ilyenkor egy harmadik ráégetési művelet következik. Utolsó műveletként a kész tárgyakat gondosan becsomagolják. Előtte azonban – ezt a műveletet nem jelöltük – minőség-ellenőrzésen esik át minden termék. (Ennek betűszóval rövidített elnevezése volt korábban a MEO.) Mivel a porcelán törékeny áru, a csomagolás igen lényeges művelet a raktározás és a szállítás szempontjából is.
A korongolás művelete előtt átgyúrják, majd földarabolják s korongozó gépen kerek tárgyakká formálják a nyersanyagot: így készülnek a tányérok például. A korongolási műveletszál a szárítási műveletnél találkozik az öntésnél már sorra vett műveletsorral.

## Európai története
Az 1576 és 1620 között gyártott edényekből kevés maradt fenn, ezek az európai múzeumok féltve őrzött kincsei.
A 18. század kezdetén Franciaországban egész sor manufaktúra készített lágyporcelánt. Az igazi európai porcelánt Johann Friedrich Böttger német alkimista keramikus, valamint Ehrenfried Walther von Tschirnhaus matematikus-fizikus találta fel. A meisseni porcelángyárat 1710. január 23-án létesítette I. Frigyes Ágost szász választófejedelem („Erős Ágost”). Bár a színes díszítés először 1710-ben sikerült, a színek minősége még nem volt megfelelő, a zöld lepattogzott. Kezdetben kevés kisplasztikát gyártottak itt. Johann Gottlieb Kirchner szobrász óratartókat, gyertyatartókat, mosdómedencéket modellált, de nagy méretű állatfigurákat, sőt egy közel egyméteres Pál apostol figurát is készített a drezdai Japán-palota részére. A 18. század harmincas éveiben a meisseni gyár termelése annyira megnövekedett, hogy az európai piacon egyeduralkodóvá vált.
Kändler legnagyobb újítása a korízlésnek megfelelő, apró figurácskák modellálása volt; több mint ezer ilyen került ki a keze alól. Meißen nagy hírét a század harmincas éveiben gyártott, 16–20 cm-es szobroknak köszönheti: ezek évszázadokra kijelölték a porcelánplasztika útját. A kis figurák a rokokó időszakában, főleg 1740 után váltak kedveltté. A 19. század elején a porcelántárgyak stílusa a klasszicizmus jegyében alakult tovább.
A három legrégibb európai porcelánmanufaktúra a meisseni, a bécsi és a velencei volt.
1790-ben alakult a lengyel Ćmielówi Porcelángyár, mely asztali edények és étkészletek mellett porcelán díszeket is gyártott, illetve más lengyel üzemekkel együttműködve az 1950-es évektől kezdve a híres ćmielówi figurákat (figurki ćmielowskie) is gyártotta.

## Története Magyarországon
Magyarországon a porcelán gyártása viszonylag későn, csak a 19. században indult meg.  Az első porcelángyárat 1827-ben alapította Bretzenheim Ferdinánd regéci birtokán, Telkibányán. Az első termékek a schlaggenwaldi-elbogeni hatást tükrözték. Negyvenkétféle edényt gyártanak a helybeli kaolinból. A formák között megtaláljuk a magyar népi alakokat is, például a kulacsot. A máz eleinte zöldesfehér volt, ezt később fehérre változtatták. A porcelánt eleinte hidegen festették.
A regéci porcelángyár mintájára jött létre a Telkibányához közeli Hollóházán egy korábbi üveghutából a Hollóházi Porcelánmanufaktúra.
A legjelentősebb magyar porcelángyár a herendi, amit 1826-ban alapított Stingl Vince. A herendi gyár kedvelt készítményei általában barokk és empire formavilágúak.
A pécsi Zsolnay-gyár 1926-ban tért át a használati porcelán tömeggyártására. A gyár jele – többek között – a zöld öttorony, alatta kurzív blokkbetűs „Zsolnay Pécs” felirat, majd pajzsban három kispajzs „Zsolnay Pécs” és „Made in Hungary” felirattal.